# Forår (Polen)
 For alternative betydninger, se Forår (flertydig). (Se også artikler, som begynder med Forår)
Forår (Polsk: Wiosna) er et polsk socialliberalt og pro-europæisk politisk parti.
Wiosna er en del af den politiske alliance Lewica (Venstre) som består af partierne Lewica Razem (Venstre Sammen) og Sojusz Lewicy Demokratycznej (Demokratisk Venstre alliance).
Den 14. december 2019 blev det annonceret at Wiosna og Sojusz Lewicy Demokratycznej slår sig sammen i et nyt parti ved navn Nowa Lewica (Ny Venstre). 
Wiosna har en LGBT-organisation ved navn Tęczowa Wiosna (Regnbue forår) og en kvindeorganisation ved navn Wiosna kobiet (Kvinders forår).
Partiets slogan er To my jesteśmy Wiosną! (Vi er foråret), og dets hymne hedder Piosenka Wiosny (Forårssangen). 
Partiets formand Robert Biedroń stilede op som kandidat til præsidentvalget 2020 i Polen hvor han fik 2,22% af stemmerne.  

## Navn
Partiet hedder Wiosna som betyder Forår på dansk. Partiet hedder Wiosna fordi at de mener at Polen skal vågne op fra sin “vinterhi” og blomstre ligesom i foråret. 